# Sayo Aizawa
Sayo Aizawa (jap. 相沢 紗世 Aizawa Sayo; ur. 24 lipca 1978) – japońska modelka
I aktorka.

## Filmografia

### Serial
- Dondo Bare (NHK 2007)
- Sapuri (Fuji TV 2006) odc. 5
- Haruka 17 (TV Asahi 2005)

### Filmy
- Believer (2004)